# Mary Munive
Mary Denisse Munive Angermüller (10 de abril de 1981) es una política y médica costarricense, Primer Vicepresidenta de la República de Costa Rica desde el 8 de mayo de 2022.